# Halina Jaworski
Halina Jaworski (ur. 13 grudnia 1952 w Gdańsku) – malarka abstrakcyjna. 

## Życiorys
Urodziła się 13 grudnia 1952 roku w Gdańsku. W 1968 roku wyjechała do Izraela, gdzie ukończyła szkołę średnią i studiowała w Akademii Sztuk Pięknych i Wzornictwa Besaleela (1971–1973). W latach 1974–1979 kontynuowała studia w Kunstakademie Düsseldorf w pracowni prof. Günthera Ueckera, po czym przez rok pracowała w roli asystenta profesora. W 1977 roku wyjechała na stypendium do Japonii. Do stypendiów, które otrzymała Jaworski, należą także Stiftung Kunstfonds Arbeitsstipendium (Bonn, 1984), czy Goslar Kaiserring-Stipendium (1986). W 1979 roku została laureatką nagrody Kunstakademie Düsseldorf. 
Malarstwo Jaworski charakteryzuje się wielością znaczeń. Cezurę w jej twórczości wyznacza rok 1977: do tego momentu posługiwała się jedynie odcieniami bieli, po czym jej prace zaczęły opierać się na kolorowych formach geometrycznych. W 1979 roku zaczęła tworzyć charakterystyczne dla jej późniejszej twórczości wielokątne obrazy, nie porzucając jednak całkowicie formatów tradycyjnych. W wielu pracach nawiązuje do żydowskiej historii i kultury, dla przykładu w dyptyku Hommage à Maurycy Gottlieb nawiązując do obrazu Maurycego Gottlieba przedstawiającego modlitwę w synagodze. Tworzy także kolaże, reliefy, asamblaże. W 1979 roku stworzyła wielkopowierzchniową instalację na obchody rocznicy powstania Wuppertalu. 
Mieszka w Düsseldorfie. 

## Wystawy

### indywidualne (wybór)
- 1976 – Galeria „Art in Progress”, Düsseldorf
- 1977 – Międzynarodowe Sympozjum Poezji Konkretnej z E. Gomringer, Selb
- 1978 – Galeria Loehrl, Schiefbahn
- 1978 – Galeria „ABF”, Hamburg
- 1980 – Atelierhaus Hilldebrandstraße, Düsseldorf
- 1981 – Galeria Annelie Brusten, Wuppertal
- 1982 – Stadtsparkasse, Düsseldorf
- 1987 – Galeria Annelie Brusten, Wuppertal
- 1987 – „Bookworks”, Galeria Nova Zembla, Amsterdam
- 1990 – Galeria Annelie Brusten, Wuppertal
- 1991 – Galeria Richard Demarco, Edynburg
- 1992 – Galeria Peacock Printmakers, Aberdeen
- 1993 – Galeria Książki Mergemeier, Düsseldorf
- 1996 – Instytut Polski, Berlin
- 2001 – „Pamięć i sen” („Erinnerung und Traum”), Kunsthalle Altdorf
- 2001 – „W drodze” („Unterwegs”), Leopold-Hoesch-Museum Düren
- 2002 – „Widokówki i zabawki” („Ansichtskarten und Spielzeug”), Kunstverein Oerlinghausen
- 2004 – „Widokówki – Widoki” („Ansichtskarten – Ansichtsachen”), Przedstawicielstwo Nadrenii Północnej-Westfalii przy Unii Europejskiej w Brukseli[5]
- 2008 – „Po Drodze do Domu – On the Way Home”, Galeria Miejska „Arsenał”, Poznań[6]
- 2011 – Es ist wie es ist, Galerie The Box, Düsseldorf[potrzebny przypis]
- 2014 – Muttersprache finden, Kunst-Ecke Düsseldorf[potrzebny przypis]

### zbiorowe (wybór)
- 1978 – Artyści książki, Museum of Contemporary Art, Teheran
- 1979 – „WORDS”, Museum Bochum
- 1979 – Palazzo Ducale, Genua
- 1979 – Rzeźba ze sztandarów, von der Heydt Museum, Wuppertal
- 1980/81 – Książki artystów z wydawnictwa Ottenhausen, Neue Galerie Sammlung Ludwig, Akwizgran
- 1981 – Kunstverein Gelsenkirchen
- 1981 – Cieplarnia („Treibhaus”) Kunstmuseum Düsseldorf
- 1981 – „Littenheid – Sztuka i psychiatria” („Kunst und Psychiatrie”)
- 1981 – Galeria Löhrl, Mönchengladbach
- 1982 – Przeciw stanowi wojennemu w Polsce („Gegen das Kriegsrecht in Polen”), Kunstmuseum Düsseldorf
- 1983 – „Ostatni krzyk” („Der letzte Schrei”), Kunstmuseum Düsseldorf
- 1983 – Nowe malarstwo w Niemczech („Neue Malerei in Deutschland”), Nationalgalerie Berlin
- 1983 – Haus der Kunst Monachium
- 1983 – Kunsthalle Düsseldorf
- 1985 – „Konstrukcja i proces” („Process und Konstruktion”), Monachium
- 1989 – „Dialog” Kunstmuseum Düsseldorf
- 1989 – „Książka” („Das Buch”), Kunsthalle Brema
- 1990 – „Dialog” Centrum Sztuki, Warszawa
- 1990 – Osteuropäisches Kulturzentrum, Kolonia
- 1990 – 12 lat galerii Annelie Brusten, Kunstmuseum Wuppertal
- 1990 – „Das Oktogon” (Menora) Galeria Annelie Brusten, Wuppertal
- 1994 – Book Art in Europa – Objekte, Leopold-Hoesch Museum Düren
- 1995 – „Myślę o Niemczech” cytat z H. Heinego („Denk ich an Deutschland”), Galeria Annelie Brusten, Wuppertal
- 1996 – „Denk ich an Deutschland”, Heinrich-Heine-Instytut, Düsseldorf
- 1997 – „Areopagitica”, Mönchengladbach
- 2001 – „Denkmal anders” Kunsthalle Altdorf[5]
- 2008 – „Znaki Tożsamości” BWA Lublin; wraz z artystami wizualnymi: Jerzym Beresiem, Christo, Stanisławem Fijałkowskim, Koji Kamojim, Jarosławem Kaczmarem, Ewą Markiewicz, Teresą Murak, Markiem Niemirskim, Jerzym Nowosielskim, Zygmuntem Piotrowskim i Nikiforem Krynickim oraz performerami Adiną Bar-on, Andrzejem Dudek-Dürerem, Miho Iwatą i Zygmuntem Piotrowskim[7]
- 2011/2012 – „Obok” Polska – Niemcy 1000 lat historii w sztuce, Martin-Gropius-Bau Berlin[8]